# Bedford (Massachusetts)
Bedford ist eine Kleinstadt im Middlesex County des Bundesstaats Massachusetts in den Vereinigten Staaten. Das U.S. Census Bureau hat bei der Volkszählung 2020 eine Einwohnerzahl von 14.383 ermittelt. Bedford ist Teil der Metropolregion Greater Boston.

## Geschichte
Das Land, das heute innerhalb der Grenzen von Bedford liegt, wurde erstmals um 1640 von Europäern besiedelt. Im Jahr 1729 wurde die Gemeinde aus einem Teil von Concord (etwa 2/5 von Bedford) und einem Teil von Billerica (etwa 3/5 von Bedford) geschaffen.

## Demografie
Laut der Volkszählung von 2010 leben in Bedford 13.835 Menschen. Die Bevölkerung teilt sich im selben Jahr auf in 84,0 % Weiße, 2,1 % Afroamerikaner, 9,4 % Asiaten und 1,6 % mit zwei oder mehr Ethnizitäten. Hispanics oder Latinos machten 2,7 % der Bevölkerung von Sudbury aus. Das mittlere Haushaltseinkommen lag bei 154.829 US-Dollar und die Armutsquote bei 2,6 %.